# The Infinite Quest
The Infinite Quest (lett. «la ricerca dell'infinito») è una miniserie televisiva d'animazione, di genere fantascientifico, di produzione britannica, basata sul franchise di Doctor Who, con protagonisti il decimo Dottore e Martha Jones. 
È stata prodotta e trasmessa dalla BBC, tra l'aprile e il giugno 2007, in tredici puntate della durata di circa tre minuti e mezzo ciascuna, per una durata totale equivalente a un episodio standard di Doctor Who; in un'unica soluzione ha avuto la sua prima visione britannica il 30 giugno 2007, in coincidenza con il finale della terza stagione, per poi essere distribuita in DVD nel novembre dello stesso anno. È inedita in lingua italiana.

## Trama
Dopo aver sconfitto Baltazar, un ricettatore alieno che voleva trasformare la popolazione terrestre in diamanti da rivendere, il Dottore e Martha Jones vengono subdolamente indotti a radunare quattro chip in grado di svelare le coordinate della The Infinite, un'antica e leggendaria nave spaziale, risalente agli albori dell'universo, che conterrebbe il segreto per poter realizzare il proprio maggiore desiderio. 
La coppia recupera i tre chip mancanti sui pianeti Boukan (dalla piratessa Kaliko), Myarr (dal mercenario rettiloide Mergrass) e Volag-Noc (dal criminale Gurney), solo per essere anticipati da Baltazar che li aveva seguiti per tutto il percorso. Baltazar raggiunge la Infinite con Martha come ostaggio; il primo si convince di avervi trovato montagne di oro, la seconda il suo amato Dottore. Quando quest'ultimo li raggiunge, contestualmente svela come la "stanza del tesoro" della nave generi soltanto un'illusione. La nave viene distrutta dal Dottore con il cacciavite sonico.